# Star Trek: Phase Two
A Star Trek Phase II egy tervezett sci-fi televíziós sorozat lett volna, melyet Gene Roddenberry ötletéből akartak elkészíteni és 1978-ban mutatták volna be. A sorozatot a  Star Trek eredeti sorozatának folytatásának szánták, és az Enterprise űrhajó újabb ötéves küldetésének eseményeit mutatta volna be, a tervet azonban leállították, és helyette az első mozifilmen kezdtek el dolgozni, amit 1979-ben mutattak be. A Star Trek: Csillagösvény című filmhez a sorozat bevezető epizódjának tervét és több, már kidolgozott szereplőt is felhasználtak; több más epizód alapötletét később a Star Trek: Az új nemzedék című, 1987-ben indult sorozathoz használtak fel.